# Степаненко, Степанида Михайловна
Степанида Михайловна Степаненко (укр. Степанида Михайлівна Степаненко; 1912 год — дата смерти неизвестна) — звеньевая зернового совхоза «Старобельский» Министерства совхозов СССР, Ворошиловградская область, Украинская ССР. Герой Социалистического Труда (1948).
С 1940 по 1960-е годы — рядовая колхозница, звеньевая зернового совхоза «Старобельский» Ворошиловградской области. Депутат Верховного Совета Украинской ССР 4-го созыва.
В 1947 году звено Степаниды Степаненко собрало в среднем по 33 центнера пшеницы на участке площадью 25 гектаров. Указом Президиума Верховного Совета СССР от 13 марта 1948 года «за получение высоких урожаев пшеницы и ржи» удостоена звания Героя Социалистического Труда с вручением ордена Ленина и золотой медали «Серп и Молот».
Избиралась депутатом Верховного Совета Украинской ССР 4-го созыва.
После выхода на пенсию проживала в селе Крейдяное Марковского района.